# Берестейський збірно-пересильний табір
Берестейський збірно-пересильний табір — один з кількох збірно-пересильних таборів Народного комісаріату оборони, створений в Бересті в 1944 році. Призначений для репатріантів з Німеччини і інших країн, які повертались у СРСР, переважно остарбайтерів.

## Умови
На початок жовтня 1945 року до нього належало п'ять таборів, які могли розмістити 25 тисяч осіб.
З другої половини жовтня 1945 табір був переповнений, оскільки не встигали відправляти трудові батальйони. У підсумку тільки в таборі № 310 розмістили 20 тисяч осіб. У зв'язку з тим, окремі групи репатріантів перебували від 2-х до 5-и днів просто неба.

## Кількість репатрійованих
З 1 червня 1945 до 1 грудня 1945 року через Берестейський збірно-пересильний табір пройшло понад 150 тисяч репатріантів з УРСР, тобто половина всіх прибулих на цей пункт.